# 앤드루 젱킨스

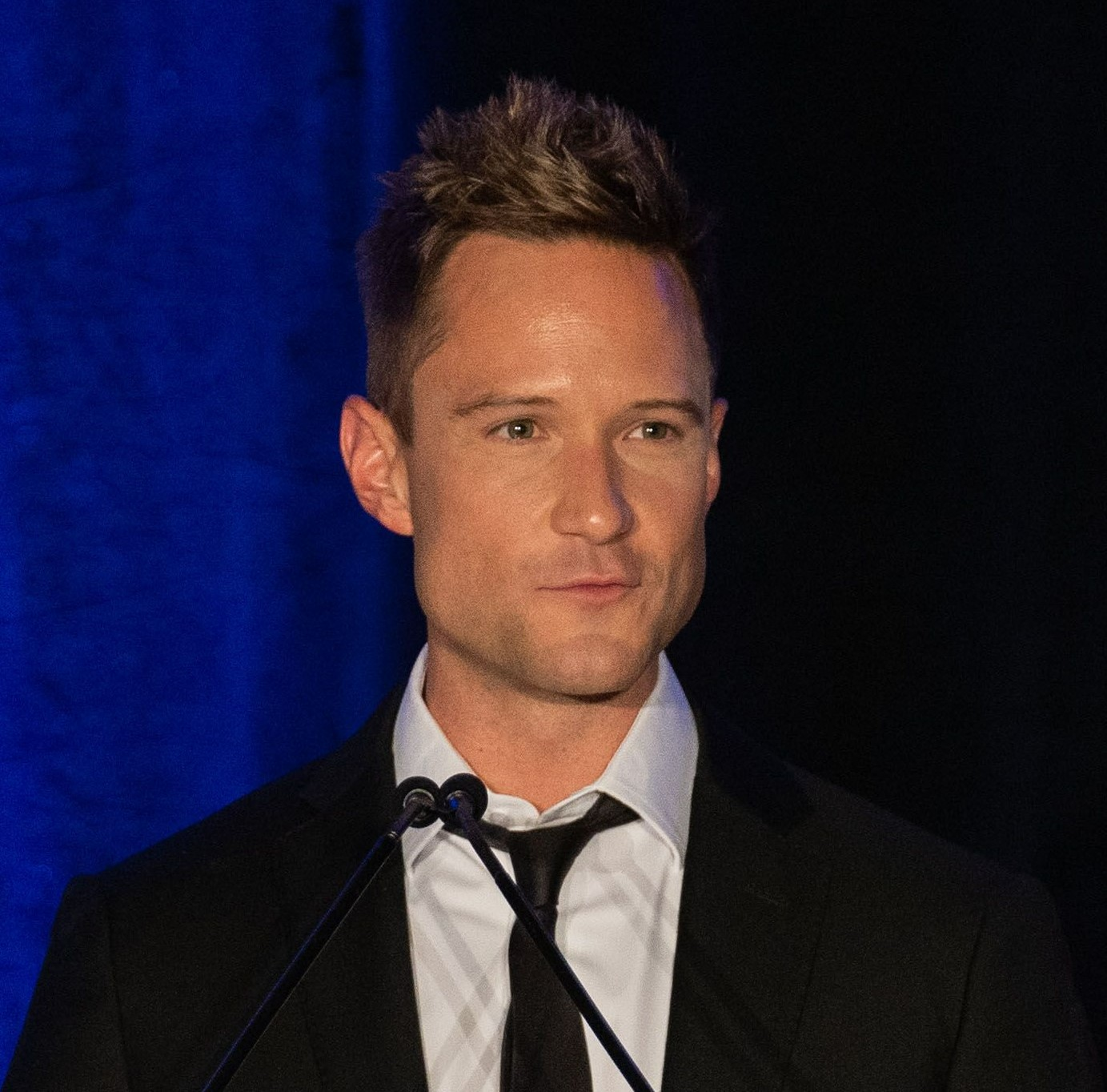

앤드루 젱킨스(영어: Andrew Jenkins, 1988년 12월 28일 ~ )는 캐나다의 배우이다.
앨버타주 메디신햇에서 태어났다.

## 영화
- 로스트 솔라스 (2016년)
- 락트 인 어 가라지 밴드 (2012년)